# Román Mas i Calvet
Román Mas i Calvet (Barcelona, 21 de enero de 1926-Madrid, 23 de enero de 2021) fue un jurista español. Fundador del Bufete Mas y Calvet.

## Biografía
Tras licenciarse en Derecho en la Universidad de Barcelona (1949), trabajó dos años como abogado en la Ciudad Condal.
En 1951 se trasladó a Madrid, para formar parte del bufete de abogados, dirigido por el catedrático de Derecho Civil Amadeo de Fuenmayor Champín. En abril de 1954 fundó el despacho de abogados Mas i Calvet, en la calle Lista, 17, llamada posteriormente Ortega y Gasset.
En 1979 defendió la tesis doctoral sobre el "Nuevo matrimonio del cónyuge del ausente", dirigida por Amadeo de Fuenmayor, en la Universidad de Navarra.